# Buddhadev Das Gupta

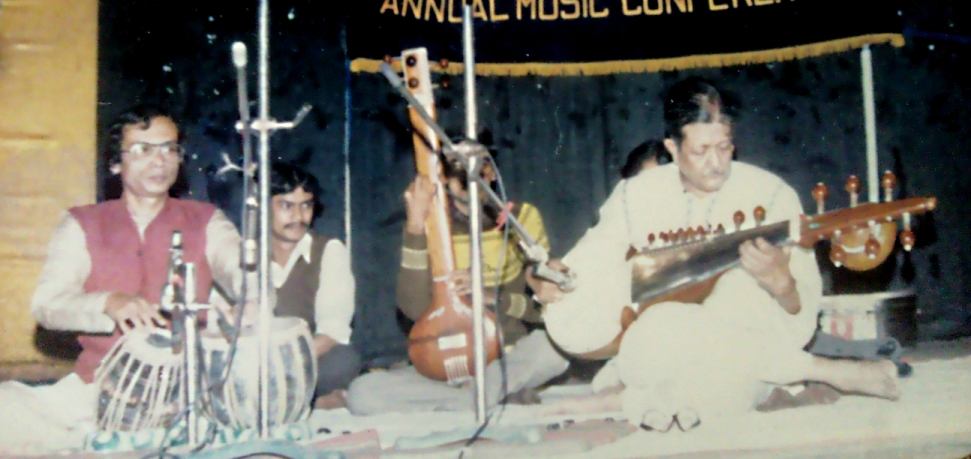
Buddhadev Das Gupta (rechts), 1987

Buddhadev Das Gupta (bengalisch: বুদ্ধদেব দাশগুপ্ত, Buddhadeb Dāśgupta; * 1. Februar 1933 in Bhagalpur, Bihar; † 15. Januar 2018 in Kalkutta) war ein indischer Musiker, der auf dem Lauteninstrument Sarod klassische nordindische Musik spielte.
Er wurde von Radhika Mohan Maitra (1917–1981) unterrichtet, der einen strengen Stil des Sarodspiels lehrte und aus der Senia Shahjahanpur-Gharana (einer Schule von Sarodspielern aus Gwalior) stammt.
Buddhadev Das Gupta kam nicht aus einer Musikerfamilie, weshalb sein Vater verlangte, dass er neben seinen musikalischen Studien einen zweiten Beruf erlernte. Buddhadev wurde Ingenieur und übte diese Tätigkeit 32 Jahre lang aus. Währenddessen lernte er weiterhin bei seinem Lehrer. Seit 1949 war er für All India Radio in Kalkutta als Musiker tätig, seit 1961 wurde sein Spiel landesweit im Rundfunk ausgestrahlt. 1954 hatte er seine ersten Auftritte in Europa.
2012 wurde Buddhadev Das Gupta mit dem indischen Staatsorden Padma Bhushan ausgezeichnet.
Sein Sohn Anirban Das Gupta ist ebenfalls Sarodspieler und Ingenieur.